# Ballens
Ballens est une commune suisse du canton de Vaud, située dans le district de Morges.

## Géographie

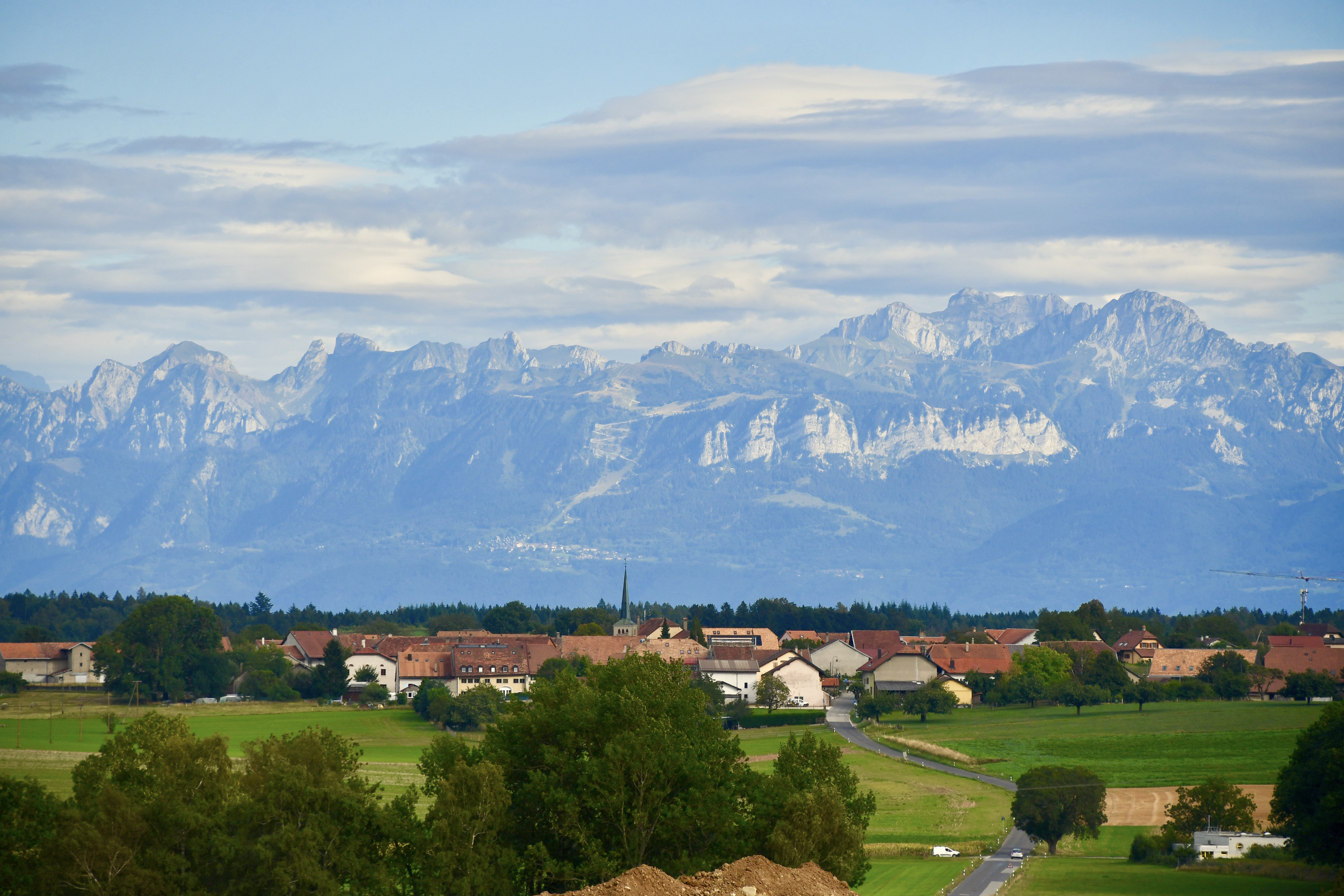
Le village vu depuis « Les Chaux ».

Ballens est traversée par le Veyron et le Boiron y prend sa source. Elle contient deux localités : Ballens et Froideville, ainsi que les pâturages du Pré de Ballens et Druchaux, siège de la réserve naturelle du Creux d'Enfer.

Vue aérienne (1949)

## Population

### Gentilé
Les habitants de la commune se nomment les Ballensards ou les Ballentsards.

## Monuments
Temple réformé. Ancienne église Saint-Maurice, attestée en 1139. Le clocher-porche construit en 1715 a été remplacé en 1937-1938. Classée monument historique en 1955.
École (1843-1844) par les architectes lausannois Henri Perregaux et Achille de La Harpe. Protection générale en 1993.
La commune est célèbre dans le District de Morges pour les nombreuses anfractuosités sur sa route principale, la Vy de Bière. Il est attesté que dans les années 1950, les enfants du village organisaient des courses de brouettes sur ladite route.

## Sociétés locales
La commune abrite deux sociétés de tir à 300 m, l'« Abbaye suisse indépendante » et la société « Aux Armes de Guerre », ainsi que des clubs de judo de ski et de football. Elle compte également un chœur mixte, une société de Jeunesse et une société de gym-dames.

## Transports
- Sur la ligne ferroviaire du Chemin de fer Bière-Apples-Morges
- Autoroute A1, sortie 15 (Morges ouest)